# HRCT1
HRCT1 (англ. Histidine rich carboxyl terminus 1) – білок, який кодується однойменним геном, розташованим у людей на 9-й хромосомі. Довжина поліпептидного ланцюга білка становить 115 амінокислот, а молекулярна маса — 13 183.
| 10         |  | 20         |  | 30         |  | 40         |  | 50         |
| ---------- |  | ---------- |  | ---------- |  | ---------- |  | ---------- |
| MLGLLGSTAL |  | VGWITGAAVA |  | VLLLLLLLAT |  | CLFHGRQDCD |  | VERNRTAAGG |
| NRVRRAQPWP |  | FRRRGHLGIF |  | HHHRHPGHVS |  | HVPNVGLHHH |  | HHPRHTPHHL |
| HHHHHPHRHH |  | PRHAR      |  |            |  |            |  |            |

A: Аланін

C: Цистеїн

D: Аспарагінова кислота

E: Глутамінова кислота

F: Фенілаланін

G: Гліцин

H: Гістидин

I: Ізолейцин

L: Лейцин

M: Метіонін

N: Аспарагін

P: Пролін

Q: Глутамін

R: Аргінін

S: Серин

T: Треонін

V: Валін

Локалізований у мембрані.